# Daimler Buses

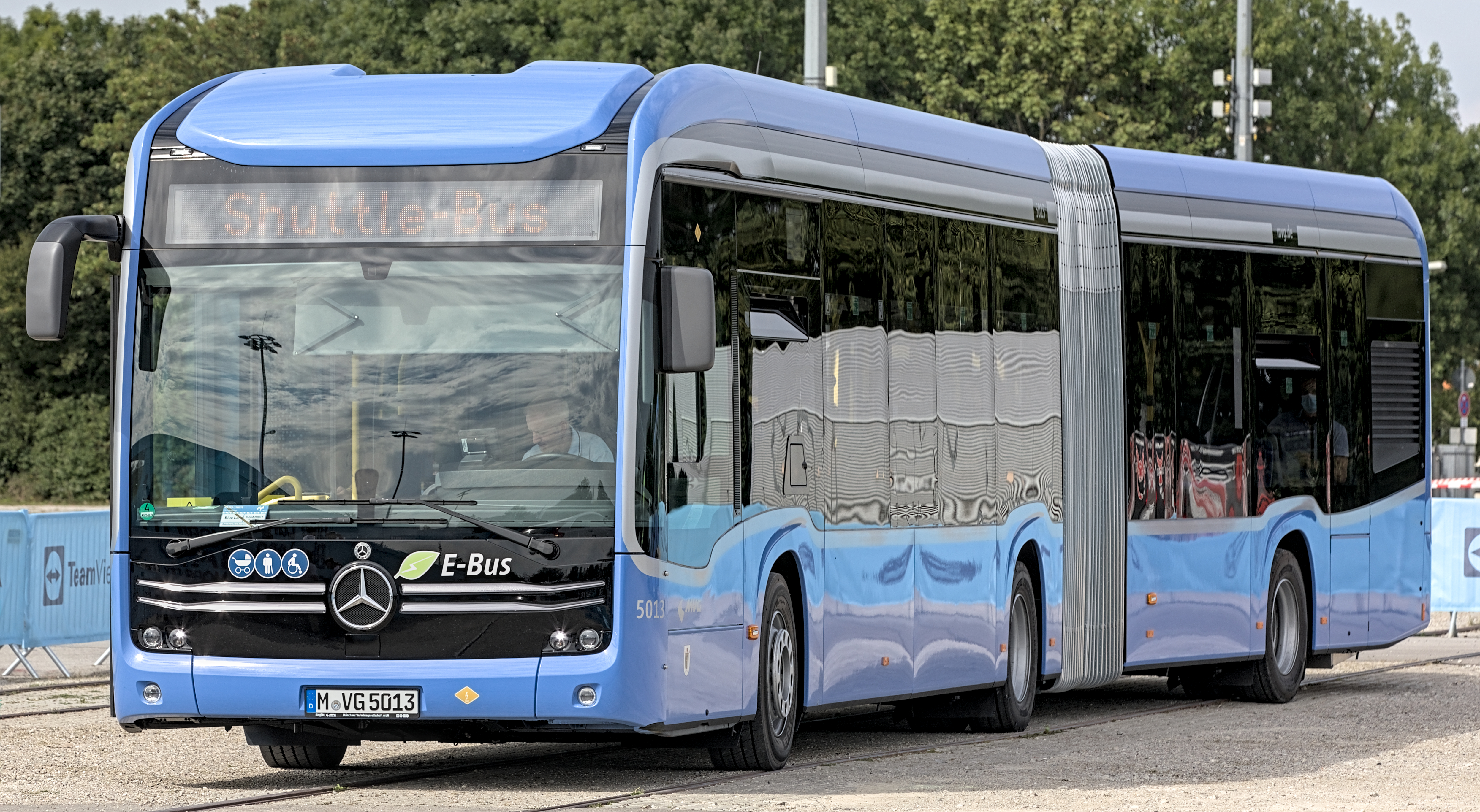
eCitaro G auf der IAA 2021 als Shuttle-Bus

Die Daimler Buses GmbH (bis zum 12. Juli 2023 EvoBus GmbH) mit Sitz in Stuttgart ist ein 100-prozentiges Tochterunternehmen von Daimler Truck. Sie entwickelt und produziert Omnibusse (bzw. Fahrgestelle dafür als Basis für Fremdaufbauten von Karosseriebauunternehmen) und bietet Dienstleistungen rund um den Omnibus an.

## Geschichte
Gegründet wurde sie 1995 unter dem Namen EvoBus GmbH als Zusammenschluss der Omnibussparten der Daimler-Benz AG und der von ihr übernommenen Kässbohrer Fahrzeugwerke. Die Gesellschaft unterhält in Europa sechs Omnibuswerke und 18 Vertriebsgesellschaften.
In Europa werden die produzierten Omnibusse weiter unter den Markennamen Mercedes-Benz und Setra verkauft. Unter dem Namen Omniplus werden Dienstleistungen für beide Marken angeboten. Von Werken außerhalb Europas werden sie auch unter anderen Namen wie Thomas Built Buses, FUSO und BharatBenz angeboten. 2016 wurden von EvoBus weltweit 26.226 Busse abgesetzt.
Daimler Buses experimentiert seit geraumer Zeit mit Wasserstoffantrieben, seit 2009 mit Diesel-Elektro-Hybridbussen und mit Fuel-Cell-Hybridbussen für Stadtbusse. Ende 2018 wurde die Serienfertigung der vollelektrisch angetriebenen Stadtbusse des Typs eCitaro gestartet. Der erste eCitaro ging im November 2018 an die Hamburger Hochbahn (HHA). Im Jahr 2020 wurde das weltweit erste Kundenfahrzeug der Gelenkversion eCitaro G an die ETH Zürich ausgeliefert.
Im Frühjahr 2012 kündigte das Unternehmen an, insgesamt 600 Stellen in Mannheim ⊙ und Neu-Ulm ⊙ streichen zu wollen. Dies sollte jedoch ohne betriebsbedingte Kündigungen vonstattengehen. Im Zuge der Coronapandemie brach das Geschäft bei Daimler Buses massiv ein, doch ein weiterer Stellenabbau ist noch nicht geplant.
Im Januar 2023 wurde bekannt, dass Daimler Buses zusammen mit Flix, dem Karlsruher Institut für Technologie (KIT), der Universität Mannheim und der Rheinland-Pfälzischen Technischen Universität Kaiserslautern-Landau eine Projektbeteiligung eingegangen ist zur Entwicklung eines vollelektrischen Antriebs für Fernbusse. Unterstützt wird das Projekt vom Bundesministerium für Wirtschaft und Klimaschutz, das Ziel ist die Fertigstellung bis zum Jahr 2026.
Am 22. Juni 2023 wurde bekannt gegeben, dass am 12. Juli 2023 aus der EvoBus GmbH die Daimler Buses GmbH wird.

## Werke in Europa

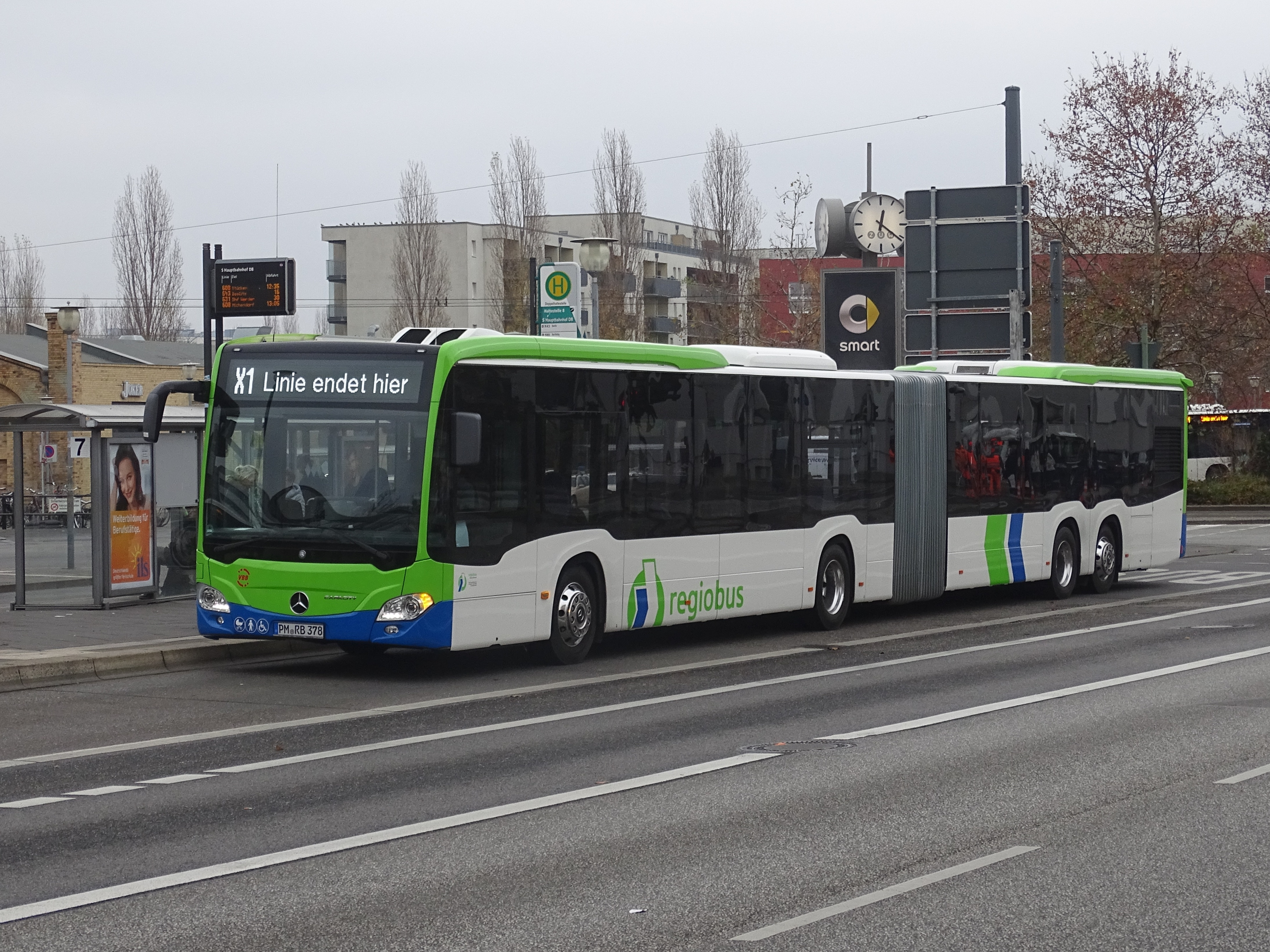
Mercedes-Benz Capacity L

### Mannheim
Im Werk Mannheim ⊙ erfolgt die Fertigung aller Stadtbus-Rohkarosserien, die in Westeuropa montiert werden, und die Endmontage der meisten Citaro- und CapaCity-Stadtbusse. Das Omnibus-Stammwerk der Marke Mercedes-Benz besteht seit 1908 und beschäftigt rund 3500 Mitarbeiter. Auf dem Areal befindet sich auch das Nutzfahrzeug-Motorenwerk von Daimler.

### Neu-Ulm
Die Rohkarosserien aus Mannheim werden per Eisenbahntransport in Neu-Ulm ⊙ angeliefert, wo die Endmontage für alle Busse der Marke Setra (bis auf MultiClass business) und den Überlandbus Integro der Marke Mercedes-Benz stattfindet. Das Werk wurde 1992 eröffnet und stetig vergrößert. Seit 2006 ist die gesamte Fertigung, die zuvor am Kässbohrer-Stammsitz in der Ulmer Weststadt stattfand, hier angesiedelt. Mit etwa 3650 Beschäftigten ist Neu-Ulm der größte Produktionsstandort von Daimler Buses.

### Ligny
Im Werk Ligny-en-Barrois ⊙ (Frankreich) werden Citaro-Stadtbusse von Mercedes-Benz montiert, die überwiegend für den französischen Markt bestimmt sind. Ligny entstand 1981 als Zweigwerk von Kässbohrer.

### Sámano

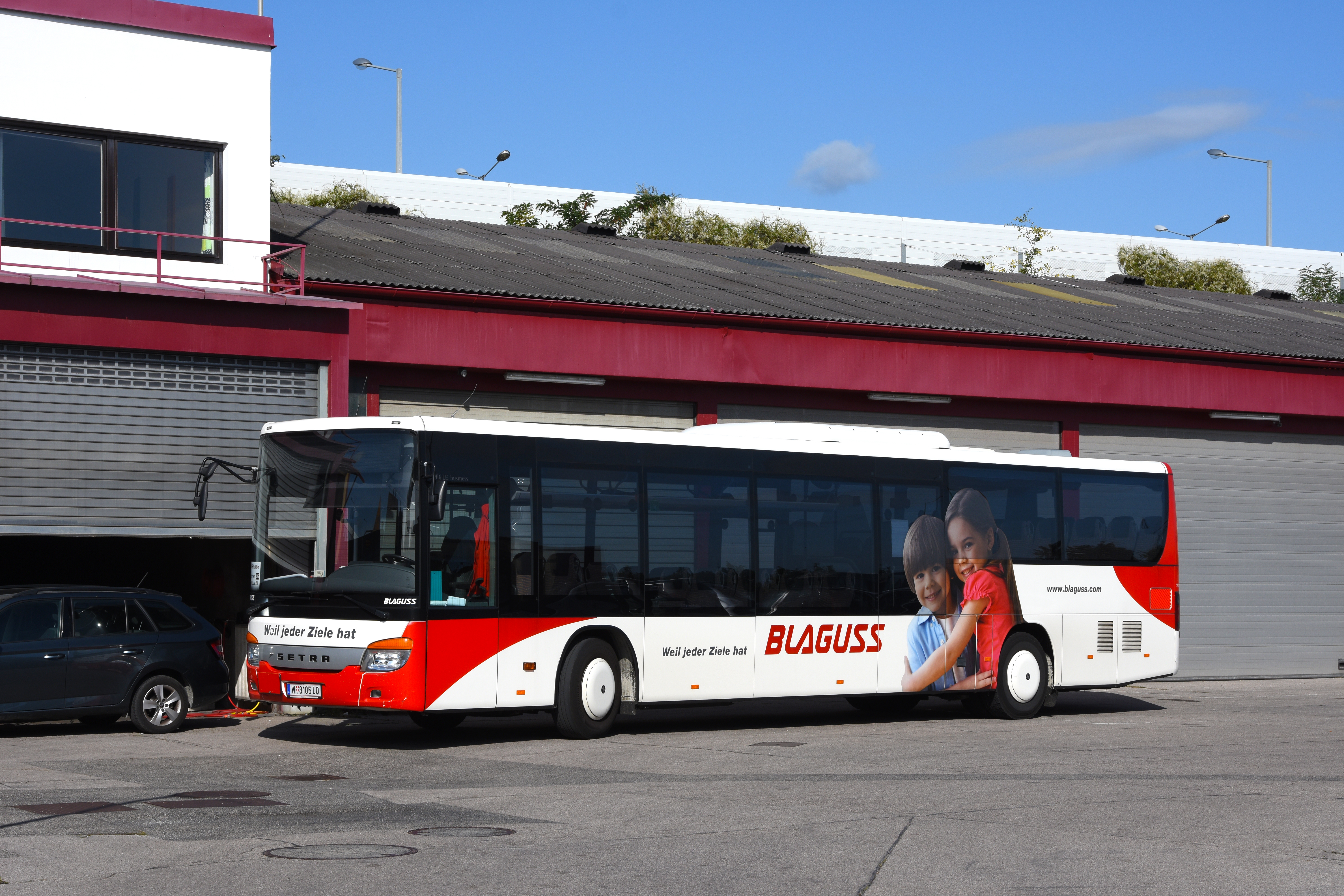
Setra S 416 LE Business

Das Werk Sámano ⊙ (Spanien; Daimler Buses España, S.A.U.) produziert Omnibus-Fahrgestelle der Marke Mercedes-Benz, die an Aufbauhersteller geliefert werden. Der Standort wurde 1979 von Kässbohrer gegründet und stellte Setra-Komplettbusse für den iberischen Markt her. Ab 2000 erfolgte die Spezialisierung auf Fahrgestelle, die seit 2004 der einzige Produktionszweig sind.

### Holýšov
Das Werk Holýšov ⊙ (Tschechien; Daimler Buses Česká republika s.r.o.) mit 360 Beschäftigten (Stand 31. Dezember 2013) liefert Rohbaukomponenten und -segmente für die Stadtbusproduktion in Mannheim, sowie seit 2021 die Reisebus-Rohkarossen für die Montage in Neu-Ulm.

### Hoşdere
In Hoşdere ⊙ bei Istanbul (Türkei) befindet sich das Omnibuswerk der Schwestergesellschaft Mercedes-Benz Türk. Hier lässt Daimler Buses die Omnibusmodelle Travego, Tourismo, Intouro und Conecto fertigen, wobei Letzterer nur in Ost- und Südosteuropa vertrieben wird. Für Setra wird die MultiClass-business-Reihe gefertigt.